# Église Saint-Henri de Neuilly-Plaisance
Pour les articles homonymes, voir Église Saint-Henri.
L'église Saint-Henri de Neuilly-Plaisance est une église paroissiale de Seine-Saint-Denis, dévolue au culte catholique. Elle est située place de l'Église, au croisement de l'avenue Victor-Hugo et de la rue Faidherbe.

## Historique
Le promoteur Poulet-Langlet, créateur de la ville de Neuilly-Plaisance, lance les travaux de construction de Saint-Henri en 1869.
Elle porte le vocable de saint Henri, deuxième prénom du donateur du terrain Charles Henri Désiré Poulet-Langlet
.

## Description

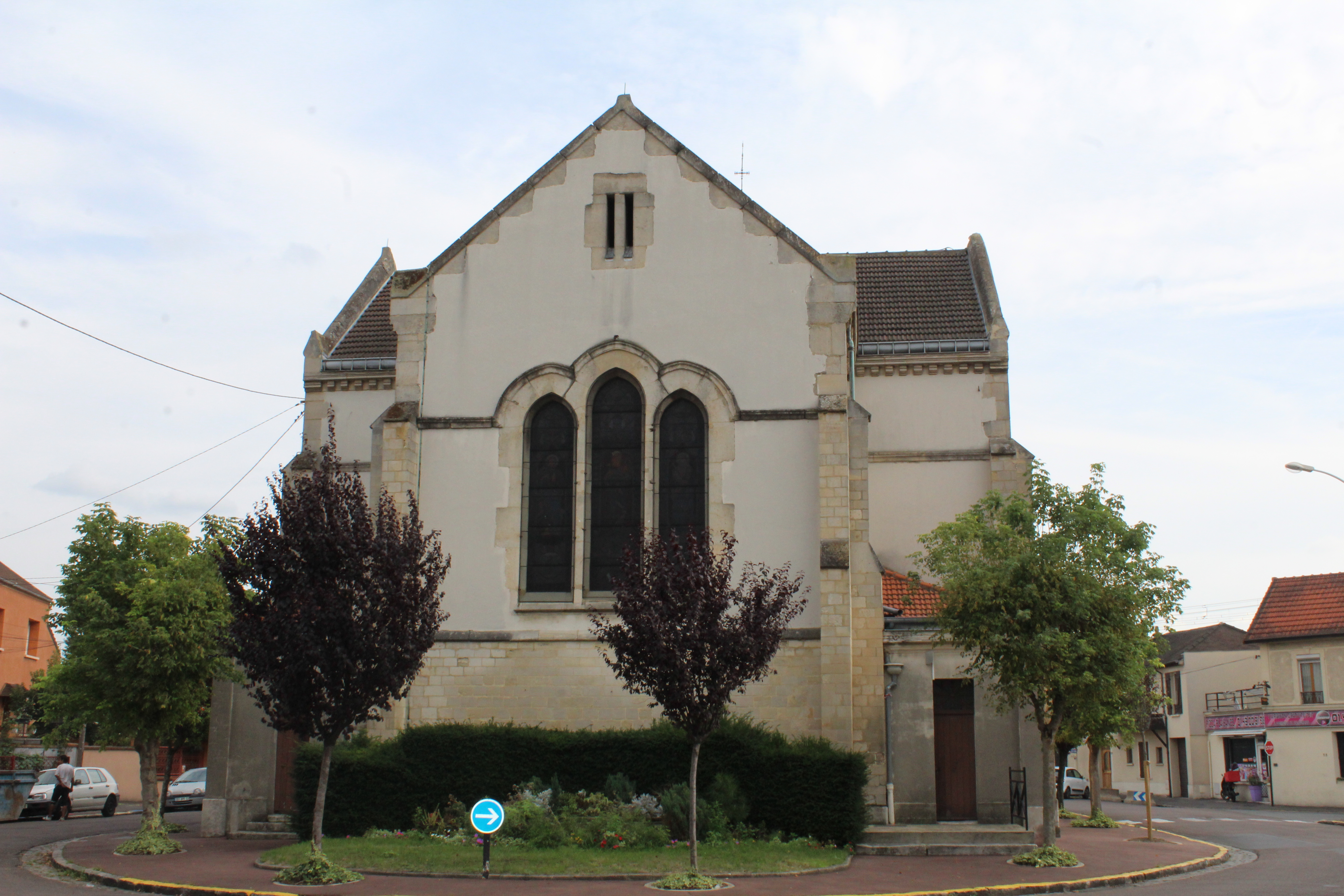
L'église vue de l'avenue Victor-Hugo

C'est une église au plan en croix latine et qui est orientée au nord-ouest.